# Атанасіос Константінідіс
Атанасіос Константінідіс (грец. Αθανάσιος Κωνσταντινίδης; 29 квітня 1970) — грецький легкоатлет з інвалідністю, паралімпієць. Брав участь у Паралімпійських іграх 2016, 2020 та 2024 років.

## Спортивна кар'єра
У 2010 році почав займатися легкою атлетикою для людей з інвалідністю.
2 червня 2016 року на III іграх «Слава Македонії», що проходили на Кафтанзогліо, встановив світовий рекорд у метанні диска категорії F32 з результатом 17,65. У тих же іграх він встановив два всегрецькі рекорди в класі F32 
Бувши членом Грецької паралімпійської місії на Літніх Паралімпійських іграх у Ріо, 8 вересня 2016 року виграв золоту медаль у штовханні ядра серед чоловіків F32 , а також встановив світовий рекорд у цьому виді спорту, оскільки його кидок пройшов відстань 10,39 метра. Також 13 вересня 2016 року виграв срібну медаль у штовханні ядра F32.
У рамках Panhellenic OPAP Championship 2017 27 травня 2017 року знову побив власний світовий рекорд у метанні диска категорії F32, кинувши його на 18 метрів 39 сантиметрів.
На прем’єрі всегрецького чемпіонату з легкої атлетики OPAP 2019, який проходив в Афінському ОСК, 13 липня 2019 року «подолав» 20-метровий бар’єр і побив світовий рекорд у метанні диска F32, кинувши на 20 метрів 86 сантиметрів.
27 березня 2021 року, у день пам’яті колишнього президента Національної спортивної федерації людей з інвалідністю Гіоргоса Фундулакіса, який відбувся на стадіоні Панкрітіос в Іракліоні, Константінідіс встановив світовий рекорд у метанні диска F32 з 23,08 метрів. 
У червні 2021 року на Чемпіонаті Європи, що проходив у польському місті Бидгощ, виграв срібну медаль у штовханні ядра F32 та бронзу у штовханні ядра F32.
На Паралімпіаді в Токіо 2020 року, яку перенесли на 2021 рік, виграв срібну медаль у штовханні ядра.
На Паралімпійських іграх-2024 здобув срібну медаль, а пізніше став олімпійським чемпіоном.

### Почесті
Прапороносець Грецької паралімпійської місії на церемонії закриття літніх Паралімпійських ігор у Ріо 2016 року і на церемонії відкриття літніх Паралімпійських ігор у Токіо 2020 року.
У лютому 2019 року відзначений разом з іншими грецькими паралімпійськими медалістами на заході з нагоди 20-ї річниці Паралімпійського комітету Греції.